# Війна за незалежність Казахстану
Війна за незалежність Казахстану (1468–1500) — конфлікт між Казахським ханством та Узбецьким ханством у Центральній Азії, які намагалися зберегти свій контроль над більшою частиною сучасного Казахстану, який на той час перебував під узбецьким владою. Війна почалася після того, як Абуль-Хайр, хан Узбецького ханства, напав на Жетису в 1468 році, який контролювався невеликою групою повсталих казахів, які відкололися від первісного Узбецького ханства. Абул Хайр зробив це, намагаючись запобігти зростанню казахського впливу серед степу. Однак він несвідомо помер, що полегшило казахам розширення свого впливу. Після смерті Абуль-Хайр-хана узбеки продовжували перебувати під владою Шейбанідів, які воювали проти казахів у містах на Сирдар'ї, поки обидві сторони не погодилися на мир у 1500 році, коли Казахське ханство здобуло суверенітет від узбеків. Після закінчення війни Узбецьке ханство передало більшу частину Казахстану Казахському ханству.

## Передумови

### Смерть Барак-хана
Барак-хан правив Золотою Ордою з 1423 по 1428 рік. За допомогою Улуг-бека, який був тимуридським ханом, він скинув з престолу Кепека, Олуга Мохаммеда і Давлата Берді, які всі претендували на трон Орди як на свій. Барак оволодів Білою Ордою, населеною узбеками, які називали тюркськими племенами, що кочували на території сучасного Казахстану та Узбекистану. Після цього між Барак-ханом і Улуг-беком почалося суперництво. Після смерті Барака, за якою стояв Улуг, титул перейшов до Абул-Хайр-хана з Шейбанідів, який заснував Узбецьке ханство в 1428 році. Під час його правління багато тюркських племен об’єдналися і потрапили під його контроль. В результаті Узбецьке ханство стало великою державою в Середній Азії. Однак успіхи Абул-Хайра були зірвані ойратами в середині 15 століття, які мали переважаючу військову силу та здійснили набіги на узбецькі землі, де вони спалювали та грабували міста, знищивши економіку країни, а сам Абуль-Хайр втратив репутацію серед кочових кланів.

### Заснування Казахського ханства
Восени 1457 року два сини Барак-хана, Керей і Джанібек, побоюючись переслідування Абуль-Хайр-хана, переселилися в Могулістан, очоливши 200 000 війська з племен прихильників, які називали себе казахами. З дозволу хана Могулістану Есена Буки II вони оселилися в долинах річок Чу і Талас, щоб заснувати Казахське ханство в 1465 році. Керей був проголошений першим ханом, тоді як Джанібек мав більшу владу.

## Хід війни
У середині 1460-х років ойрати знову здійснили набіги на Узбецьке ханство. Жанібек-хан скористався ситуацією, ввівши казахів в Узбецьке ханство. Абуль-Хайр-хан відмовився визнати претензії Джанібека на землю і у відповідь у 1468 році послав експедицію проти казахів, але помер по дорозі. Після його смерті його наступником став Ядгар Хан, який помер через рік від старости. Син Абу'л-Хайра, Хайдер Султан, зіткнувся з більш потужною опозицією після приходу до влади, до якої входили Ібак з Сибірського ханства, Муса Мірза з Ногайської Орди та Ямгурчі, син Ядгар-хана. З 1470 по 1471 роки Гайдер втратив більшість територіальних володінь. У 1471 році Ахмед-хан з'явився зі своїми військами на сході Узбецького ханства, визнавши регіон Хорезм своїм. Тоді Хайдер Султан був захоплений Ібаком зненацька і вбитий. Потім Ахмед розпочав військову кампанію проти Росії, дозволивши внукам Абуль-Хайра втекти, вважаючи, що вони не небезпечні. Одним з них був Мухаммед Шейбані. Перед смертю Гайдера Шейбані намагався відновити контроль над містами Сирдар'ї. На початку 1470 р. за допомогою Тимуридів йому вдалося захопити фортеці на Сирдар'ї з метою взяти Сигнак. Однак того ж року казахи почали контратаку. Махмуд, старший син Джанібека, взяв Созак, в той час як Еренши зумів захопити Саврана, де він зіткнувся, і переміг Шейбані, змусивши його втекти назад до Бухари.
Заручившись підтримкою в 1472 році, Шейбані зі своїми військами кочував степом, бажаючи помститися своїм ворогам. Йому вдалося вбити Бурека Султана, сина Ягдара Султана. В результаті до мангудів приєдналися залишки улусу Бурека. Після смерті Керей-хана в 1473 році послані беком Мусою Мірзою з Ногайської Орди посли запропонували союз між Мангудами і Шейбанідами. Мангуд-беї намагалися уникнути впливу Керея та Джанібека, а замість цього проголосили іншого хана, більш слухняного волі їхніх султанів. Шейбані прийняв пропозицію після обіцянки Муси Мірзи визнати його ханом усіх казахів, а сам Муса стане новим ханом Золотої Орди. Шейбані брав участь у битві лише з кількома зі своїх імовірних 300 чоловіків. Йому вдалося перемогти Бурундук-хана, сина Керей-хана, а Хорезмі, брата Муси Мірзи, було вбито. Спробам Муси проголосити Шейбані новим ханом протистояли мангуди і племена, які заснували Ногайську Орду. Поки тягнулися переговори, Бурундук напав на володіння Шейбані в Сирдар’ї. Його перемога на перевалі Сагунлик в горах Каратау, а потім в Ортирар, Яси (сучасний Туркестан ) і Аркук змусила Мухаммеда Шейбані відмовитися від переговорів з Мусою, і угода не відбулася. Він сховався в Мангишлаку після поразки від Бурундука в горах Каратау.
У 1480-х роках правитель Тимуридів султан Ахмед Мірза запросив Шейбані воювати проти Моголів. Натомість Мухаммед Шейбані вирішив вступити в союз з Моголами і з їхньою допомогою в 1485 році він захопив міста Сигнак, Аркук і Узгенд на Сирдар'ї, але врешті-решт був скинутий Буриндиком, Касимом і Адіком Султаном у 1486 році.
За деякими даними, коли Бурундук-хан, Касим-хан і Адик Султан з допоміжними Моголами перебували в горах Алатау, на них напав і розгромив невеликий загін військ Мухаммеда Шейбані. В результаті Бурундук-хан вирішив стати сватом і сином Мухаммеда Шейбані. Мухаммед-Тимур Султан став зятем Бурундука, який віддав свою другу дочку за Махмуда Султана. Вважається, що ця подія сталася приблизно в 1495 році.
У 1500 році між обома сторонами був підписаний мирний договір. Потім Шейбані зосередився на завоюванні Самарканда і Бухари на півдні від Тимуридів, де він заснував Бухарське ханство, і на те, щоб казахи стабілізували націю, яка зуміла консолідувати свої володіння.

## Наслідки
Мир між казахами та узбеками був недовгим. Побоюючись зростання впливу Казахського ханства, Мухаммед Шейбані намагався запобігти цьому. Він намагався повністю припинити їх торговельні відносини з Трансоксианою, віддавши наказ населенню Туркестану не укладати ніяких торгових угод з казахськими купцями і напав на міста поблизу Сирдар'ї. Касим Хан вбачав у цих містах економічну та військову опору своєї влади над населенням кочових регіонів, які постійно хвилювали Шейбанідів у прикордонних районах Туркестану та Ташкента. У відповідь на просування до Ясс взимку 1510 р. Шейбані-хан розпочав наступ на улус Касим-хана, що знаходився в передгір'ях Улитау. Цей похід був невдалим і закінчився поразкою Шейбані, що призвело до ослаблення його впливу. Він загинув у битві при Марві проти Сефевідів у листопаді. Використовуючи перевагу під час політичної нестабільности в Центральній Азії, Касим- хан підтримав Тимурид Бабура в 1512 році, коли Шейбаніди знову отримали владу над ним. Ката-бек, генерал-лейтенант Бабура в місті Сайрам, покликав на допомогу Касим-хана, який зимував у Караталі. Касим підтримав його в 1513 році, він захопив Сайрам і його околиці. Потім вони спільно виступили проти правителя Ташкента Шейбаніда Суюніш-коя, але під Ташкентом Касим-хан був поранений і відступив.
Касим підтримував дружні стосунки з колишнім ханом Західного Могулістану султаном Саїдом. Наприкінці 1513 року він запропонував організувати спільний похід на Ташкент, але Касим відмовився, посилаючись на необхідність підготовки до зими, оскільки збір і будівництво військ на той час були неможливими.

## У масовій культурі

### Фільми
- Казахське ханство (телесеріал), казахський історичний епічний фільм 2005 року, який вигадує юність Абілай-хана.
- Мин Бала, казахський історичний драматичний фільм 2011 року, дію якого відбувається в 1729 році під час війни між казахами та Джунгарським ханством.